# Sèrbia al Festival d'Eurovisió de Joves Músics
Sèrbia va debutar com a nació independent a Festival d'Eurovisió de Joves Músics en el 2008, però després d'aquesta edició ja no va tornar-hi a participar.

## Participacions
Llegenda
| Any                                   | Seu   | Artista    | Instrument | Final                | Semifinal |
| ------------------------------------- | ----- | ---------- | ---------- | -------------------- | --------- |
| 2008                                  | Viena | Mina Zakić | Violoncel  | No es va classificar | -         |
| No hi va participar entre 2010 i 2022 |       |            |            |                      |           |